# Hoplomerus rubromaculatus
Hoplomerus rubromaculatus är en stekelart som beskrevs av Birula 1926. Hoplomerus rubromaculatus ingår i släktet Hoplomerus och familjen Eumenidae. Inga underarter finns listade i Catalogue of Life.